# 七財
七財，佛教概念，又称七法财、七圣财，意指七种由修行而生的无形财富。

## 概述
其中包括七种不同类型，不同经文对具体的名称大同小异：其中包括信财、戒财、惭财、愧财、闻财、舍财、定慧财 。
- 信財，因为對佛陀正法正信而產生信力，能够受持佛陀正法之福德。
- 戒財，因持佛戒為解脫之本，防非止惡，能遮止、防身口意之惡業，無漏即是福德。
- 慚財，因恥於惡行，或自分有慚，而從自心改過遷善，從心地改變造惡業因，增長戒德。
- 愧財，因畏懼惡行，或於人有愧，故悔過遷善，則不再造有害眾生諸惡業，進一步增長戒德、慧財。
- 聞財，因能聞佛陀所開演的世出世間正法聲教，則開發妙解。
- 捨財，能够捨施且運平等心，無憎愛想、吝惜。捨諸愛欲，乃至離欲界五欲。
- 定慧財，或称慧財，即止觀，能攝心不散，止諸妄念，照了諸法，破諸邪見。

## 聖非聖財所生樂差別
《瑜伽師地論》指出，由下列十五種情況，可分別出修習七聖財所得之利益安樂，與世間追逐五欲所得之利益安樂，二者之間勝劣差別。
1. 世間追逐五欲所生樂，有時能起損害他人之惡行，下一生必落三惡道。聖財所生樂，時時能起自利利他之善行，下生得生人天或更增上。
2. 世間追逐五欲所生樂，有時喜樂是有罪惡的，它也許使人今生就受罪報，或是下生受罪報，或是今生下世都受罪報。聖財所生樂，喜樂是沒有罪惡的，今生下世都不會遭受惡報。
3. 世間追逐五欲所生樂，都是局部微小的快樂，有時身得樂心受損，或心得樂身受損。也許己得樂眷屬受罪等等。聖財所生樂，是廣大的、遍滿身心的、旁人也能分享喜樂。
4. 世間追逐五欲所生樂，都是一時的，是須要依賴外境因緣而得，所以無法持續不失。聖財所生樂，一切時都有，因為是依修所得功德而有。
5. 世間追逐五欲所生樂，不是三界九地都能生起，唯一只有欲界能享有。聖財所生樂，則是一切地都能享有，是世出世間共享之樂。
6. 世間追逐五欲所生樂，不能引發後世修習功德所生樂及世間無罪之樂。聖財所生樂，則能引發後世修習功德所生樂及世間無罪之樂。
7. 世間追逐五欲所生樂，享用是有邊際的，樂享盡就沒有了。聖財所生樂，受用之時樂非但不減，反而更充盛、更增長、更廣大，無有窮盡。
8. 世間追逐五欲所生樂，保有不失是困難的，有時會被國王、盜賊、怨家、水火災害所侵害劫奪。聖財所生樂，則不會被侵害劫奪。
9. 世間追逐五欲所生樂，無法從今世一直保持並帶往後世。聖財所生樂，可以從今世一直保持並帶往後世。
10. 世間追逐五欲所生樂，享受之時無法感到心滿意足。聖財所生樂，受用之時身心感覺完全充實、究竟滿足。
11. 世間追逐五欲所生樂，得到時是有恐怖畏懼的，害怕依此將來報得苦果。聖財所生樂則否。
12. 世間追逐五欲所生樂，得到時會樹立怨親敵人，依此會有鬥打、訴訟、對抗、爭吵之報。聖財所生樂則否。
13. 世間追逐五欲所生樂，得到時會伴隨災害橫禍，依此會有老、病、死之流轉大苦。唯有聖財所生樂是涅槃寂靜，成聖道後不再生死流轉。
14. 世間追逐五欲所生樂，此樂實乃火燒苦惱性，因五欲樂本性不真實，猶如疥癩病將苦惱視為快樂，依此虛妄顛倒，愁歎憂苦種種熱惱也隨之而生。聖財所生樂則無此顛倒。
15. 世間追逐五欲所生樂，不能停止五趣輪迴之生死大苦，因依此欲樂而生之貪等本惑及其隨惑無法斷除故。聖財所生樂則能斷後世大苦。[6]